# Люблянська ратуша
Люблянська ратуша (словен. Ljubljanska mestna hiša, також відома як Ljubljanski rotovž або просто Rotovž чи Magistrat) — ратуша в Любляні, столиці Словенії, резиденція міського муніципалітету Любляни. Розташована на Міській площі в центрі міста, поруч з Люблянським собором.
Первісна будівля була побудована в готичному стилі у 1484 році, ймовірно, за планами карніолянського будівничого Петра Безлая. У 1717—1719 роках будівля зазнала барокової реконструкції з венеціанським натхненням за проектом будівничого Грегора Мачека-старшого, який будував за планами італійського архітектора Карла Мартінуцці та за власними планами, який будував за планами італійського архітектора Карло Мартінуцці та за власними планами (фронтон, лоджія та тричастинні сходи). У середині 1920-х років перед входом до ратуші було встановлено пам'ятник сербському та першому югославському королю Петру І Карагеоргієвичу. Пам'ятник, спроектований архітектором Йоже Плечником, був знятий і знищений фашистською італійською окупаційною владою Провінції Любляна у квітні 1941 року.
Перед ратушею стоїть копія барокового фонтану Робба роботи Франческо Робба. Оригінал, завершений у 1751 році, зберігається в Національній галереї Словенії.